# アレクサンドロス1世 (マケドニア王)
アレクサンドロス1世（古代ギリシア語: Ἀλέξανδρος Αʹ 、古代ギリシア語ラテン翻字: Alexandros I、在位：紀元前498年-紀元前454年）は紀元前5世紀後半のマケドニア王である。彼は形ではアケメネス朝ペルシアに従っていたが、いくつもの対立行動を取った筋金入りの反ペルシアであった。古代オリンピア競技に初めて参加したマケドニア人としても知られる。先代王アミュンタス1世の子。
アレクサンドロス1世の息子には、次代の王アルケタス2世とさらに次代の王ペルディッカス2世（アルケタスを殺して王位についた）、そしてピリッポス（ペルディッカスに反旗を翻し、あるいはメネラオスとも言われる）がいる。

## 概要
ペルシアはパイオニア人を征服した後、アミュンタス1世の支配するマケドニア王国へとペルシアへの服従を迫る使者を送った。アミュンタスはそれを受け入れ、宴が催された。ところが、その席でペルシアの使者たちがマケドニアの女性たちに対して狼藉を働いたため、当時は王子だったアレクサンドロスはそれに怒り、女装させた青年を差し向けて使者たちを殺した。その後、姿を消した使者の捜索隊がペルシアより送られたが、ヘロドトスによればアレクサンドロスは捜索隊の隊長ブバレスを金銭と妹ギュガイアを渡して買収して事なきを得、ユスティヌスによれば彼女に恋したブバレスは彼女と結婚し、このためにマケドニアより手ぶらで帰ったという。
ペルシア王クセルクセス1世のギリシア侵攻時（ペルシア戦争）、アレクサンドロスはペルシア軍に参加した。しかしアレクサンドロスはテッサリアに進んできたギリシア連合軍に撤退を助言したり、ボイオティア人を彼らはクセルクセスに好意を抱いていることを示すことによって戦火から救おうとするなど、親ギリシア（時としてはあからさまな反ペルシア）行動をとった。紀元前480年のサラミスの海戦の後クセルクセスはペルシアに帰ったが、その義兄弟マルドニオスの軍はまだギリシアに残った。マルドニオスはアレクサンドロスをアテナイへと送り、ペルシアへの服属を条件とした講和を打診したが、アテナイ人はそれを拒否した。翌年のプラタイアの戦いの直前、アレクサンドロスはアテナイの陣営に赴き、マルドニオスの作戦計画を知らせて忠告をした。結局マルドニオスは戦いに敗れて戦死した。
また、トゥキュディデスによれば、アレクサンドロスはマケドニアの沿岸地域を征服するなど領土を拡大した。

## 古代オリュンピア祭への参加
アレクサンドロスは上述の通り、史上初めて古代オリンピックに参加したマケドニア人でもある。それまでマケドニア人はバルバロイと見なされていたが、アレクサンドロスが自身の血統がアルゴス人に遡ることを示し、オリンピア祭の役員がマケドニア人はギリシア人であると認めたため、参加が認められた。
彼はペルシア戦争以前（前496年以前）の古代オリンピア競技のスタディオン走に参加した。この時、アレクサンドロス1世はスタディオン走で同着一位となり、その結果決勝の再レースが行われた。しかし、そこで敗れてしまい、結局スタディオン走優勝者のリストに彼の名前が入ることはなかった。
アレクサンドロス1世が古代オリンピア祭に参加したことを捏造とする説もあるが、それはボルザという研究者ただ一人の主張であり、その他大勢の研究者は彼のオリンピア祭参加を事実であるとする説を取っている。ボルザによれば、古代オリンピックの優勝者のリストに彼の名前が無いことを根拠として上げているが、前述した通りに「同着一位であったが、決勝の再レースで敗れた」から優勝者リストに載らなかっただけである。また、古代オリンピア祭はギリシア世界全体を巻き込む公の祭事であり、そこで起こったことは全ギリシア人にとっては周知の事実である。そんな中で古代オリンピア祭に関して捏造することは不可能に等しく、もし捏造であったなら、あからさまな偽りをヘロドトスが記すとは考えられない。したがって、アレクサンドロス1世の古代オリンピア祭参加は事実であったと見なされ、現在は事実説が主流になっているのである。

## 註
1. ↑  ヘロドトス, V. 17
2. ↑  ibid. 18-20
3. ↑  ibid. 21
4. ↑  ユスティヌス, VII. 3
5. ↑  ヘロドトス, VII. 173
6. ↑  ibid, VIII. 34
7. ↑  ibid, VIII. 140
8. ↑  ibid, IX. 44
9. ↑  トゥキュディデス, II. 100
10. ↑  ヘロドトス, V. 22
11. ↑   澤田典子「古代マケドニア王国の建国神話をめぐって」『古代文化 / 古代学協会（58巻・3号）』、2006